# 依罗王
依罗，是西晋时期的後夫餘国国王，依虑的儿子。後夫餘國原於王莽篡漢，新莽時期（地皇三年，即公元22年）因與高句麗國王大武神王戰爭，帶素王敗於大武神王，並被殺。而由帶素王三弟遏思王率ㄧ群夫餘國人遷到鴨綠谷（今鴨綠江上游）建後夫餘國即位。傳到依慮王。
晋武帝太康六年（285年），原建國於鴨綠谷（今鴨綠江上游）的後夫餘国为慕容鲜卑慕容廆击破，依虑自杀，依虑的儿子依罗率领王族投奔沃沮，為東夫餘。晋武帝大怒，将东夷校尉鲜于婴免职，以何龛代替他。太康七年（286年），立依罗为夫餘王，依罗遣使拜见何龛，请晋军帮助夫餘复国於東延吉，即現今吉林延邊自治州。何龛遣督邮贾沈率兵护送。慕容廆劫路，贾沈大败慕容廆，依罗复国。之后，夫餘国力衰微，慕容廆常常把掠得的夫餘人，卖到晋朝。晋武帝可怜他们，下诏以国库之物赎还，命令司、冀二州，禁止买卖夫余人口。後來夫餘國變成高麗國附屬國，為半獨立國。因對高麗王廣開土王、長壽王不完全降服，先後被鎮壓。東夫餘最終被高麗國吞併。